# Doença degenerativa
Uma doença degenerativa é uma doença que consiste na alteração do funcionamento de uma célula, um tecido ou um órgão, excluindo-se nesse caso as alterações devidas a inflamações, infecções e tumores. As doenças degenerativas são assim chamadas porque elas provocam a degeneração de todo o organismo, envolvendo vasos sanguíneos, tecidos, ossos, visão, órgãos internos e cérebro. Normalmente, as doenças degenerativas são adquiridas por erros alimentares (ou uso excessivo de gorduras de origem animal), uma vida sedentária ou um erro genético. Classificam-se como doenças degenerativas o diabetes, a arteriosclerose, a hipertensão, as doenças cardíacas e da coluna vertebral, além de câncer (cancro), Mal de Alzheimer, reumatismo, esclerose múltipla, artrite deformante, artrose, glaucoma, coluna, cabeça, e membros. Trata-se de um comportamento induzido por hábitos decorrentes dos confortos da vida moderna.
As doenças crônico-degenerativas são as principais causas de mortes em países desenvolvidos, enquanto as infecto-parasitárias são as principais causas de morte em países subdesenvolvidos. Ocorrem com mais frequência em adultos e idosos, sendo menos comum nos jovens.